# Tyń
Tyń (deutsch Thyn) ist ein Dorf in der Woiwodschaft Westpommern in Polen. Es gehört zur Gmina Postomino (Gemeinde Pustamin) im Powiat Sławieński (Schlawer Kreis).

## Geographische Lage
Das Dorf liegt im Nordosten der Woiwodschaft Westpommern zwischen den Städten Sławno (Schlawe) (12 km) und Ustka (Stolpmünde) (18 km) an einer Nebenstraße, die von Sławno nach Postomino führt. Bis 1945 bestand Bahnanschluss in Stemnitz an der Reichsbahnstrecke Schlawe–Stolpmünde.
Das Bauerndorf liegt auf etwa 20 Metern Höhe über NN. auf der Spitze einer Grundmoränenzunge, die im Südwesten vom Urstromtal der Wieprza (Wipper) und im Osten vom moorigen Tal des Ihlengraben, der am Dorf in die Wieprza mündet, gebildet wird.
Nachbarorte sind im Westen Wilkowice (Wilhelmine) und Pieńkowo (Pennekow), im Norden Postomino, im Osten und Süden Pieszcz (Peest).

## Ortsname
Die Ortsbezeichnung Tyń oder Thyn, früher auch Thienen oder Thine, auch Thien und Tino, ist wohl wendischen Ursprungs.

## Geschichte
Das erste Mal schriftlich erwähnt wird Thyn im Jahre 1543 mit der Belehnung des Joachim von Below mit seinem väterlichen Erbe, u. a. das Gut Peest B und „Thien“. Demnach war Thyn schon früher in der Hand der Familie von Below, wahrscheinlich seit dem 14. Jahrhundert. Als im Jahre 1637 die Herren und späteren Grafen von Krockow einheiraten, fallen ihnen Gut Peest A und wohl auch Teile von Thyn zu.
Um 1780 ist Thyn A mit sechs Bauern und zwei Kossäten ein zum Gut Peest A gehöriges von Krockowsches Lehen, und Thyn B mit zwei Bauern ein von Belowsches Lehen. Die Bauernbefreiung macht Thyn dann zu einem selbständigen Bauerndorf mit einem kleineren Gutshof, als man seit etwa 1480 annehmen kann. Der Gutshof wird Ende des 19. Jahrhunderts aufgesiedelt.
Im Jahre 1818 lebten in Thyn 101 Einwohner. Ihre Zahl stieg bis 1895 auf 148 und betrug 1939 noch 111.
Vor 1945 gehörte Thyn zum Amtsbezirk Pustamin (Postomino), zum Standesamt Peest (Pieszcz) und zum Amtsgericht Schlawe im Landkreis Schlawe i. Pom. im Regierungsbezirk Köslin der preußischen Provinz Pommern.
Am 7. März 1945 besetzte die Rote Armee den Ort ohne Kampfhandlungen. Im Dezember 1946 zogen die sowjetischen Soldaten ab und wurden im Januar 1947 von Polen abgelöst. Am 20. April 1947 erfolgte mit der Ausweisung die Vertreibung der deutschen Bevölkerung.
Thyn kam an Polen und wurde als Tyń ein Teil der Gmina Postomino im Powiat Sławieński der Woiwodschaft Westpommern (bis 1998 Woiwodschaft Słupsk).

## Kirche
Vor 1945 hatte Thyn ausschließlich evangelische Einwohner. Der Ort hatte keine eigene Kirche. Kirchdorf war vielmehr der Nachbarort Peest (Pieszcz), der mit der Kirchengemeinde Paalow (Alt Paalow (Pałowo), Neu Paalow (Pałówko) und Nitzlin (Nosalin)) das Kirchspiel Peest bildete. Es gehörte zum Kirchenkreis Schlawe in der Kirchenprovinz Pommern der Kirche der Altpreußischen Union.
Letzter deutscher Geistlicher war Pfarrer Bernhard Gensch.
Seit 1945 ist die Bevölkerung von Tyń fast ausnahmslos römisch-katholisch. Die Kirchengemeinde Pieszcz (Peest) ist heute Filialgemeinde der Pfarrei Sławsko (Alt Schlawe) im Dekanat Sławno im Bistum Köslin-Kolberg der Katholischen Kirche in Polen. Derzeitiger Geistlicher ist Pfarrer Cezary Filimon. In Tyń lebende evangelische Kirchenglieder gehören jetzt zum Pfarramt Słupsk (Stolp) in der Diözese Pommern-Großpolen der Evangelisch-Augsburgischen Kirche in Polen.

## Schule
Thyn hatte vor 1945 eine einklassige Volksschule mit Lehrerwohnung. Das Schulhaus stammte aus dem 19. Jahrhundert. Letzter deutscher Schulleiter war Lehrer Hugo Block.